# Rdeča zvezda
Rdeča (peterokraka) zvezda je pomemben ideološki in verski simbol, ki se je in se še uporablja na različnih področjih: državni emblemi, zastave, spomeniki in blagovni znaki. 

### Pentagram
Zvezda ima obliko pentagrama. Razmerja v pentagramu so v zlatem rezu ((1+√5)/2 ≈ 1.618). 

### Simbol komunizma
Poleg kladiva s srpom je rdeča zvezda eden izmed simbolov komunizma (v nekdanji SFRJ je bila rdeča zvezda simbol upora proti nacizmu in fašizmu). Začetki rdeče zvezde v množičnem političnem gibanju najverjetneje sovpadajo z rusko državljansko vojno in koncem prve svetovne vojne. Večinoma se navaja, da so se ruski vojaki, umikajoč se iz avstrijskih in nemških front leta 1917 v Moskvi združili z lokalno moskovsko garnizijo. Da bi razlikovali moskovske vojake od prihajajočih, so jim oficirji dali majhne kositrne zvezde, da so jih nosili na kapah. Ko so se pridružili rdeči armadi in boljševikom, so pobarvali zvezdice rdeče. Po drugi teoriji naj bi ob srečanju med Trockim in Krilenkom slednji kot esperantist nosil peterokrako zeleno zvezdo. Trockega je zanimal njen pomen. Po razlagi, da predstavlja pet tradicionalnih kontinentov, se je odločil, da naj podobno, vendar rdečo, zvezdo nosijo vojaki rdeče armade.  
V nekaterih državah (npr. Madžarska neposredno in Poljska posredno) so komunistični simboli zakonsko prepovedani, v Evropi pa so potekale tudi razprave o popolni prepovedi, podobno kot to velja za nacistične simbole. Zaradi zaščite temeljnih človekovih pravic, kot je svoboda govora, je Evropsko sodišče za človekove pravice v tej zvezi razsodilo proti zakonom, ki prepovedujejo politične simbole.

### Verski simbol
Motiv zvezde je antični simbol, ki so ga uporabljale vse velike srednjevzhodne religije (judovstvo, krščanstvo in islam, bahajci). S pentagramom se je izražala ideja, da je sveto vsebovano v človeškem. 
V krščanstvu pentagram simbolizira tudi pet čutov. Če so vrhovom pripisane črke (S, A, L, V in S), pomeni tudi zdravje (lat. Salus). Srednjeveški kristjani so verjeli, da simbolizira pet Kristusovih ran ter da varuje pred čarovnicami in demoni. V arturijanski pesmi iz 14.stoletja simbolizira pentagram pet čutov, pet prstov, pet Kristusovih ran, pet Marijinih radosti in pet viteških vrlin.

### Državni emblemi in zastave
Zvezda je bila in je pogosto uporabljena na zastavah in v grbih. 
Značilna primera bivših držav sta zastava SFRJ in ZSSR. 
Rdeča zvezda je na zastavah več suverenih držav, med drugim Nove Zelandije, Paname, Džibuti in Severne Koreje. 
Rdeča zvezda je tudi na zastavah nekaterih federalnih enot, kot so ameriška zvezna država Kalifornija, ameriški kolumbijski distrikt Washington ali švicarski kanton Valais.

### Blagovne znamke
Rdeča peterokraka zvezda je dokaj razširjena. Pojavlja se kot del industrijskih blagovnih znamk, logotipov gospodarskih družb in produktov, športnih klubov in tekmovanj. 
Rdečo zvezdo uporabljajo Heineken (zvezda je bila pivovarski simbol), Pellegrino in trgovska veriga Macy's.
Po rdeči zvezdi so poimenovani športni klubi, kot beograjska kluba Crvena zvezda (nogometni in košarkarski), avstrijski klub Stella Rossa, francoski Red star (francoski nogometni klub nosi omenjeni znak od ustanovitve leta 1897 do danes) in španski Estrella Roja.
Rdeča zvezda je ime ruskega vojaškega časopisa (Krasnaja zvezda - rusko Кра́сная звезда́). 

### Heraldika
Rdečo zvezdo je moč najti v grbih nekaterih držav, pokrajin mest in posameznikov (Charles Darwin).

### Narava
Rdečo peterokrako zvezdo je moč najti tudi v naravi. Primer je rdeča morska zvezda (echinaster sepositus). 
Izraz rdeča zvezda velikanka je moč najti v astronomiji. 